# Dhiggiri
Dhiggiri è un'isola dell'atollo Vaavu appartenente all'arcipelago delle Maldive.
L'isola, la cui dimensione massima è di un centinaio di metri, è utilizzata unicamente a scopi turistici: attualmente ospita un resort Francorosso.

## Trasporti
Dhiggiri si trova a circa settantacinque chilometri in direzione sudovest dalla capitale maldiviana Malé ed è raggiungibile dall'aeroporto in venti minuti di idrovolante o in un'ora e venti minuti circa con un motoscafo; il percorso con un dhoni, la tipica imbarcazione maldiviana in legno di cocco, richiede invece più di quattro ore.